# Іполіт Слівінський
Іполіт Слівінський (іноді Іполит Сливінський); пол. Hipolit Śliwiński; 8 серпня 1867, Городок — 11 червня 1932, Львів) — польський архітектор, видавець, політик, масон.

## Життєпис
Один з організаторів польського незалежницького руху в Галичині перед першою світовою війною. Притримувався соціалістичних поглядів. У жовтні 1900 року став одним із засновників і членом наглядової ради Кредитної спілки будівничих у Львові. Від 1901 року член надзвичайний Політехнічного товариства у Львові. Від 1902 року член Товариства наукової допомоги для Князівства Цешинського. 1903 року входив до складу журі конкурсу проєктів костелу святої Єлизавети у Львові. Орендував міську цегельню разом із прилеглими «ґрунтами» (земельними ділянками) в Ряшеві протягом 1903—1905 років (можливо, й довше).
1911 року обраний послом до парламенту Австро-Угорщини, де працював до розпаду імперії. 1922 року, як кандидат від радикальних партій обраний до Сейму Польської Республіки першої каденції. Багато років був членом міської ради Львова. Член «Союзу активної боротьби» (пол. Związek Walki Czynnej) і «Стрілецької спілки» (пол. Związek Strzelecki). Очолював спілку, яка видавала газету «Wiek Nowy». У його кам'яниці на вулиці Кадетській, 6 (тепер вулиця Героїв Майдану) у 1908–1914 роках жив і працював Юзеф Пілсудський разом зі штабом. В останні роки відійшов від активної політичної діяльності. Помер 11 червня 1932 року після тривалої хвороби. Похований на 78 полі Личаківського  цвинтаря.
Роботи
- Будинок «Авансового банку» у стилі необароко на нинішньому проспекті Свободи, 10 у Львові (1898).[7][8]
- Керівництво спорудженням в'язниці у Тернополі. Спільно із Зигмунтом Пшорном (бл. 1900).[9]
- Проєкт фасаду власного будинку архітектора Франциска Сковрона на нинішній вулиці Кривоноса, 10. Неорококове скульптурне оздоблення, ймовірно, реалізував Антон Попель.[10]
- Власний прибутковий будинок на нинішній вулиці Героїв Майдану, 6 (1901—1902). Виконаний у стилі модернізованої неоготики, з багатим скульптурним оздобленням.[11]
- Первинний проєкт санаторію Казимира Солецького на вулиці Личаківській, 93 (тепер № 107). Задуманий у формах неоренесансу і неоготики; затверджений магістратом у жовтні 1906 року, однак до його реалізації не дійшло. Санаторій збудовано за іншим проєктом, створеним у бюро Івана Левинського.[12]
- Неокласицистичний з ренесансними мотивами в аттиках проєкт «Другого дому техніків» (гуртожитку Політехніки) на нинішній вулиці Бой-Желенського, 14. Розроблено для конкурсу 1912 року, де здобув I місце. Співавтори Влодзімеж Тетмаєр, Ізидор Цеценьовський. Спорудження розпочато 1913 року, однак через початок війни припинено. Після війни на фундаментах споруджено гуртожиток вже за проєктом іншого архітектора — Євгена Червінського.[13][14]
- Фірма Слівінського отримала замовлення на спорудження будинків суду та фінансової дирекції на площі Тринітарській у Станиславові за проєктом фірми Міхала Уляма. 1913 року розпочали роботи, але невдовзі зупинили через початок війни.[15]
- Проєкт перебудови школи De Notre Dame на нинішній вулиці Кониського, 8 у Львові (1926). Реалізований 1930 року, але попередньо перероблений Вавжинцем Дайчаком.[16]
- 5-поверховий будинок для працівників залізниці на нинішній вулиці Поліщука, 76 у Львові (1930–1932).[17][18]
- Приміщення державної 8-класної гімназії в Бучачі (разом із Тадеушем Мостовським[19]; за іншими даними, авторами проєкту були архітектори Топольницький і Джованні Батіста Феррарі.[20]

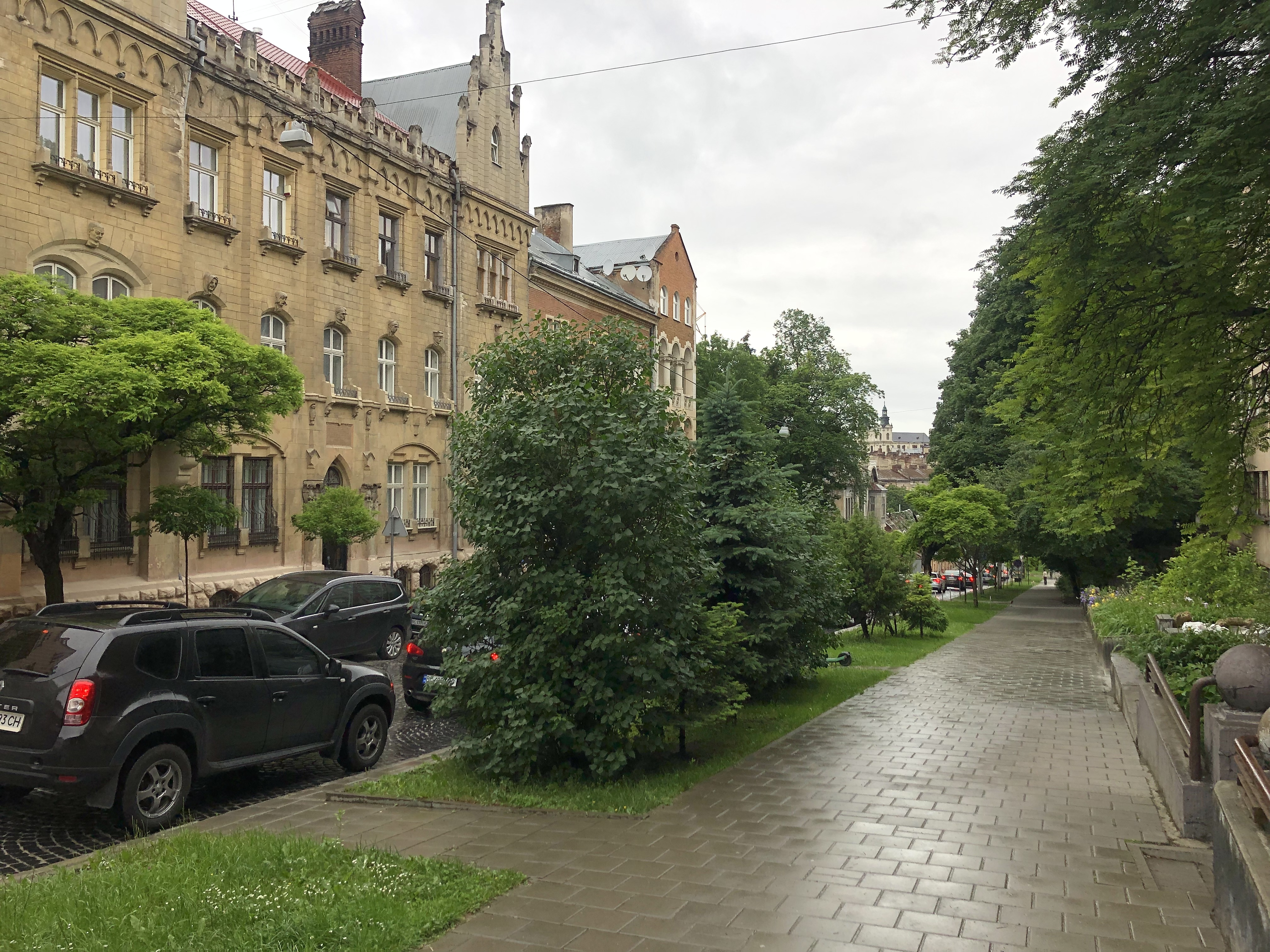
Колишня кам'яниця Осуховського (вул. Героїв Майдану, 4) та кам'яниця «Під совами» (вул. Героїв Майдану, 6)
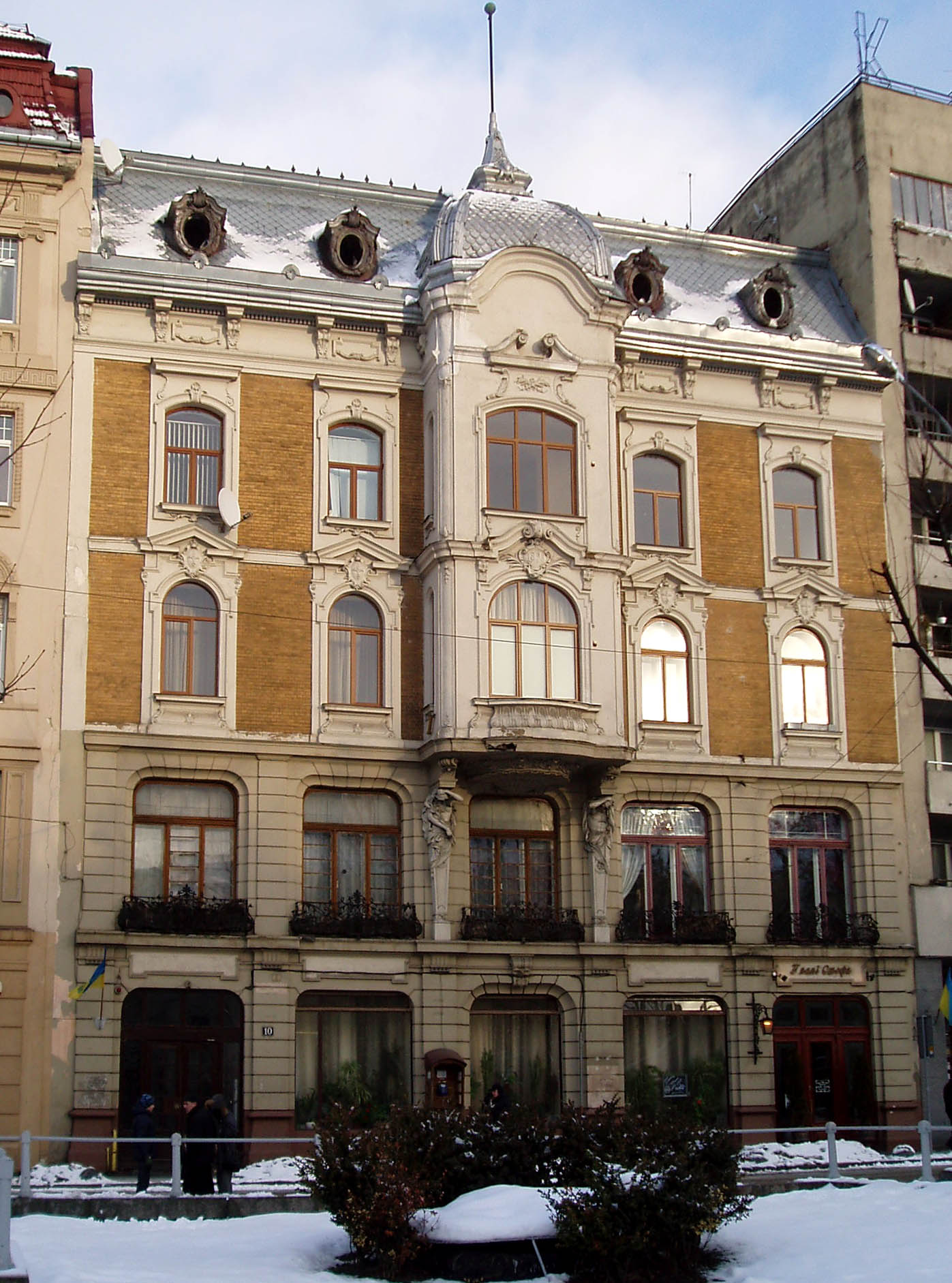
Колишній будинок Авансового банку (пр-кт Свободи, 10)
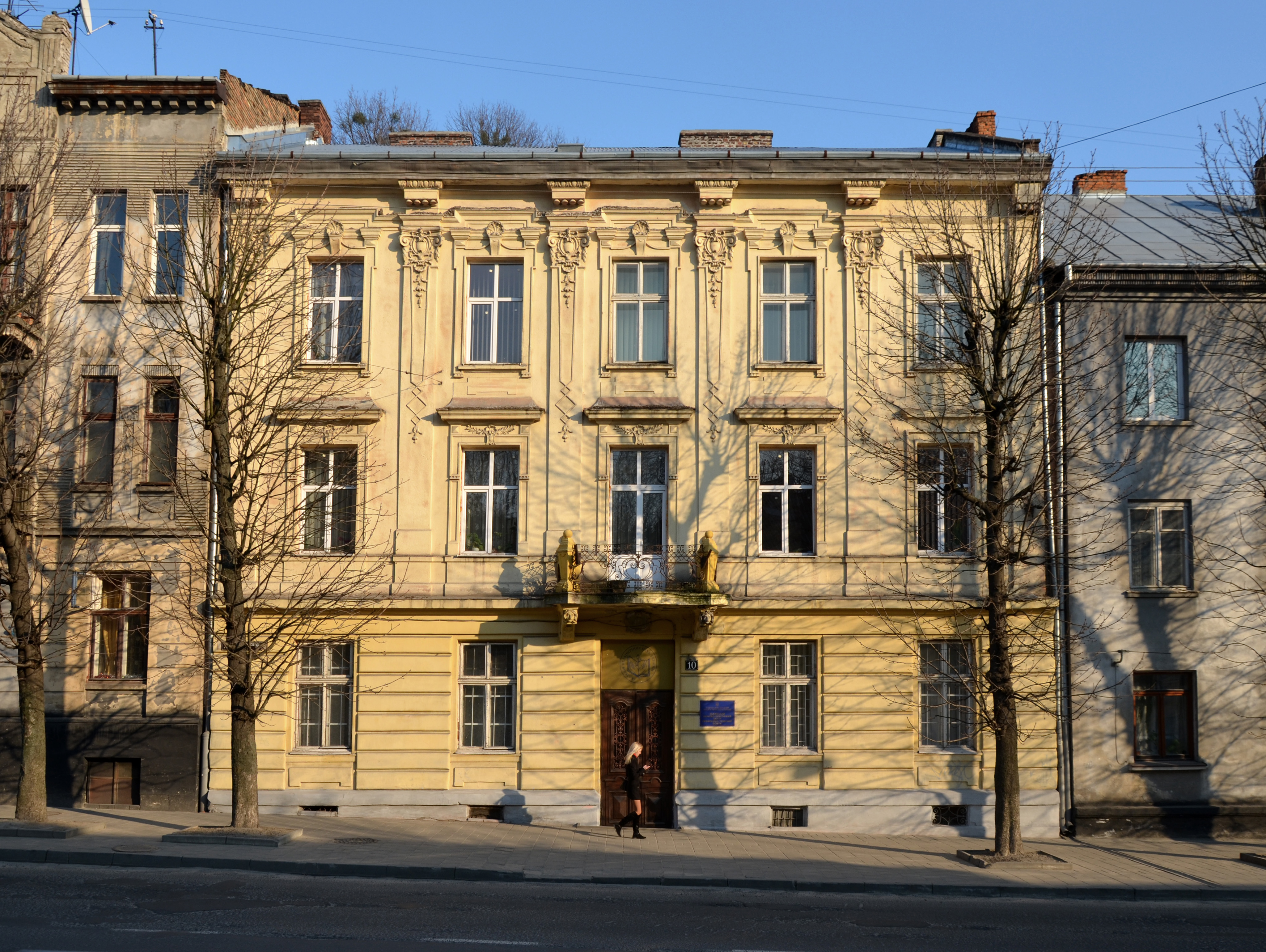
Кам'яниця Франциска Сковрона (вул. Кривоноса, 10)